# Pedro Ríos
Pedro Ríos Maestre (Jerez de la Frontera, 12 dicembre 1981) è un ex calciatore spagnolo, di ruolo centrocampista.

## Caratteristiche tecniche
È un'ala.